# AMD Athlon 64 X2
Der AMD Athlon 64 X2 ist ein Mikroprozessor für Computer. Er gehört zu der K9-Generation und ist die Doppelkern-Version des Athlon 64.
Seit Mitte 2007 bot AMD auch Notebookprozessoren mit der Bezeichnung Athlon 64 X2 an. Diese Mobilprozessoren sind zwar mit Athlon 64 X2 für Desktops verwandt, basieren aber auf einem anderen Prozessorkern und wurden auch nur für einen anderen Prozessorsockel angeboten.

## Allgemeines
Der Athlon 64 X2 beinhaltet zwei Prozessorkerne und verhält sich softwareseitig damit ähnlich wie ein Zwei-Prozessor-System. Dies bedeutet, dass nur beim gleichzeitigen Einsatz mehrerer Programme eine Leistungssteigerung erzielt werden kann, falls nicht speziell angepasste Programme benutzt werden.
Der Prozessor wurde für den Sockel 939 sowie den Sockel AM2 entworfen und besitzt einen Zweikanal-Speichercontroller (DDR bei Sockel 939, DDR2 bei Sockel AM2), der von beiden Kernen gemeinsam genutzt wird. Außerdem diente der Prozessor als Basis für AMD LIVE!.

## Fertigung
AMD bot auch Sonderversionen der jeweiligen Prozessorkerne mit teilweise deaktiviertem L2-Cache an. Grund dafür war, dass es bei der Produktion häufig vorkam, dass ein Teil des L2-Caches defekt war. Da der Prozessor eigentlich funktionsfähig war, wurde der defekte Teil des Caches deaktiviert.
Es gab auch Fälle, in denen bei einem Defekt in einem der Prozessorkerne dieser deaktiviert und der Prozessor dann als Einkernprozessor Athlon 64 oder Athlon verkauft wurde.

## Black Edition
AMD bot mit dem Athlon 64 X2 5400+ (basierend auf dem Brisbane-Kern) eine sogenannte „Black Edition“ an, die ähnlich wie der Athlon 64 FX über einen nach oben offenen Multiplikator verfügt. Damit ist eine relativ einfache Übertaktung möglich. AMD zielte mit diesem preisgünstigen Produkt direkt auf die Zielgruppe der Hardware-Enthusiasten ab. Die Black-Edition-Prozessoren wurden im neuen G2-Stepping gefertigt.
Allerdings bedeutet der Zusatz „Black Edition“ nicht automatisch einen frei wählbaren Multiplikator. So besitzt der Athlon 64 X2 6400+, der auch als „Black Edition“ erhältlich war, dieses Merkmal nicht. AMD sprach aber auch mit diesem Prozessor Enthusiasten an, weil er lange Zeit bis zum Erscheinen der K10-Prozessoren AMDs schnellste Desktop-CPU darstellte.

## Nachfolger
Im Jahr 2009 wurden die Athlon-64-X2-Prozessoren durch Prozessoren auf der K10-Architektur ersetzt und vom Markt genommen. Bis dahin wurden die Athlon-64-X2- und Athlon-X2-Prozessoren parallel zu den neuen AMD-Phenom- und AMD-Athlon-II-Prozessoren angeboten.

## Modelldaten Sockel 939

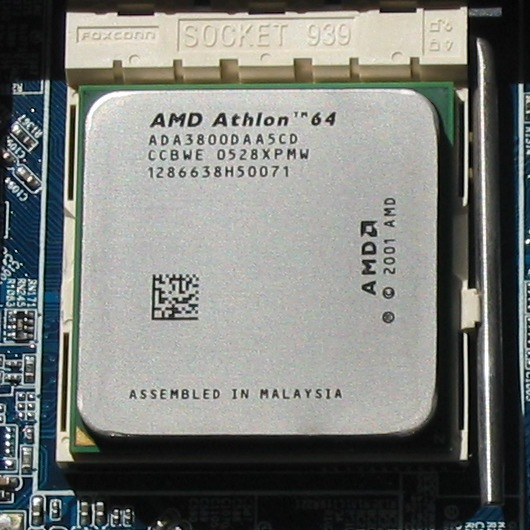
Athlon 64 X2 3800+ (Rev. E6)

Alle Prozessoren für den Sockel 939 besitzen einen Speichercontroller mit zwei Kanälen (128 Bit, Dual-Channel-Betrieb) für DDR-SDRAM.

### Manchester
Doppelkernprozessor (Dual-Core)
- Revision E4
- L1-Cache: je Kern 64 + 64 KiB (Daten + Instruktionen)
- L2-Cache: je Kern 512 KiB mit Prozessortakt
- MMX, Extended 3DNow!, SSE, SSE2, SSE3, AMD64, Cool’n’Quiet, NX-Bit
- Sockel 939, HyperTransport mit 1,0 GHz (HT 2000)
- Erscheinungsdatum: 31. Mai 2005
- Fertigungstechnik: 90 nm (SOI)
- Die-Größe: 147 mm² bei 154,0 Millionen Transistoren
- Taktfrequenzen: 2,0–2,4 GHz
- Modelle: Athlon 64 X2 3600+ bis 4600+

### Toledo
Doppelkernprozessor (Dual-Core)
- Revision E6
- L1-Cache: je Kern 64 + 64 KiB (Daten + Instruktionen)
- L2-Cache: je Kern 512 oder 1024 KiB mit Prozessortakt
- MMX, Extended 3DNow!, SSE, SSE2, SSE3, AMD64, Cool’n’Quiet, NX-Bit
- Sockel 939, HyperTransport mit 1,0 GHz (HT 2000)
- Erscheinungsdatum: 31. Mai 2005
- Fertigungstechnik: 90 nm (SOI)
- Die-Größe: 199 mm² bei 233,2 Millionen Transistoren
- Taktfrequenzen: 2,0–2,4 GHz
- Modelle: Athlon 64 X2 3800+ bis 4800+

## Modelldaten Sockel AM2

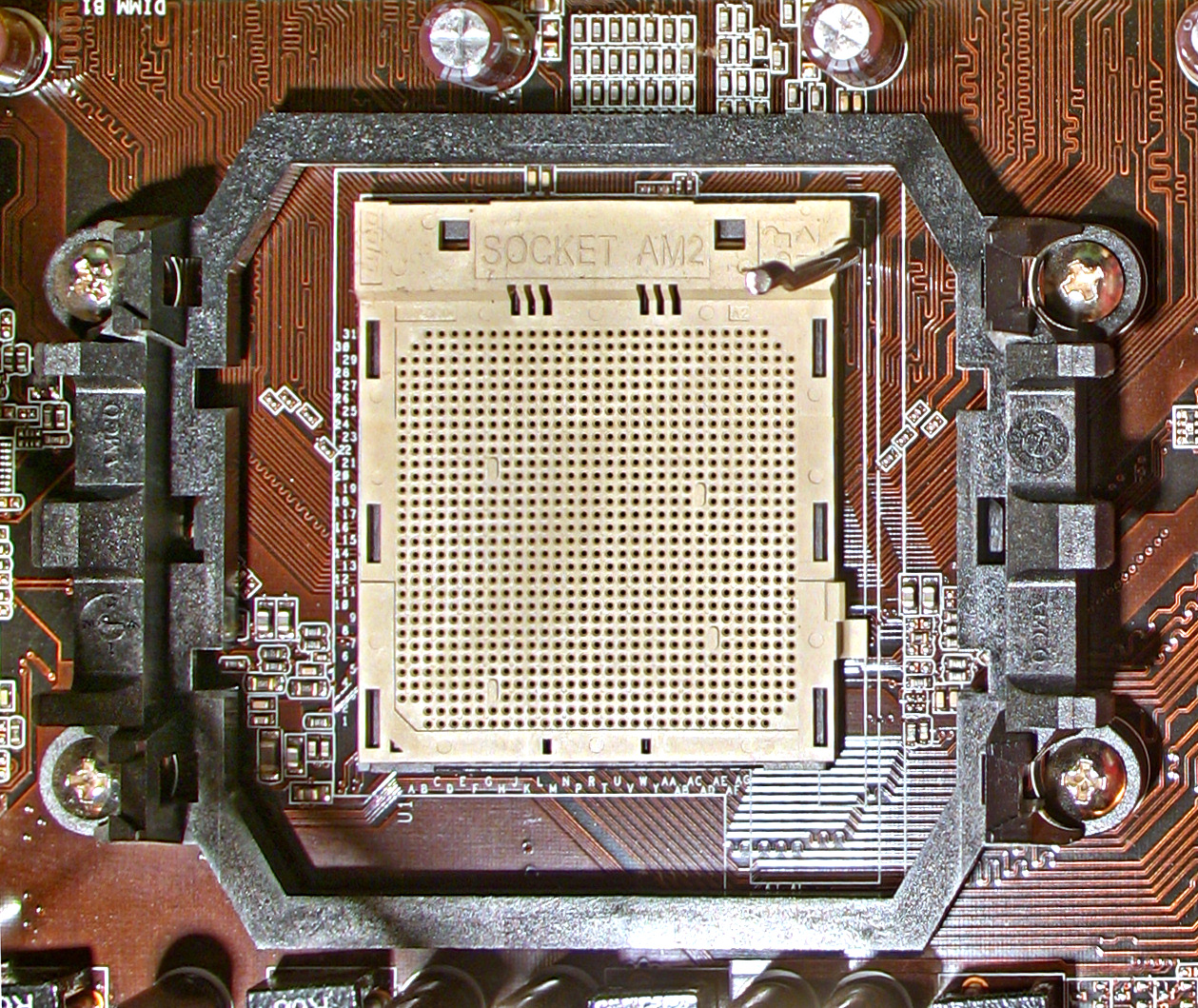
Socket AM2

Alle Prozessoren für den Sockel AM2 besitzen einen Speichercontroller mit zwei Kanälen (128 Bit, Dual-Channel-Betrieb) für DDR2-SDRAM.

### Energieklassen
Der AMD Athlon 64 X2 wurde in verschiedenen Energieklassen gefertigt. Eine Unterscheidung der Modelle ist nur anhand der OPN möglich. Diese Nummer befindet sich auf dem Prozessorgehäuse unter der Prozessorbezeichnung.
| Anfang der OPN | maximale Leistungsaufnahme | Energieklasse |
| ADDxxxxxxxxxx  | 35 Watt                    | EE SFF        |
| ADHxxxxxxxxxx  | 45 Watt                    | BE            |
| ADOxxxxxxxxxx  | 65 Watt                    | EE            |
| ADAxxxxxxxxxx  | 89 Watt                    | Standard      |
| ADXxxxxxxxxxx  | 125 Watt                   | SE            |

 Abkürzungen 
- EE: Energy Efficient bedeutet, dass die CPU im Vergleich weniger Strom verbraucht und dadurch die Verlustleistung geringer ist.
- SFF: Small Form Factor bedeutet, dass die Verlustleistung gegenüber EE noch einmal deutlich verringert wurde. Die CPU benötigt dadurch eine weniger aufwändige Kühlung und ist damit für kleinere Computergehäuse geeignet.

### Windsor
Doppelkernprozessor (Dual-Core)
- Revision F2, F3

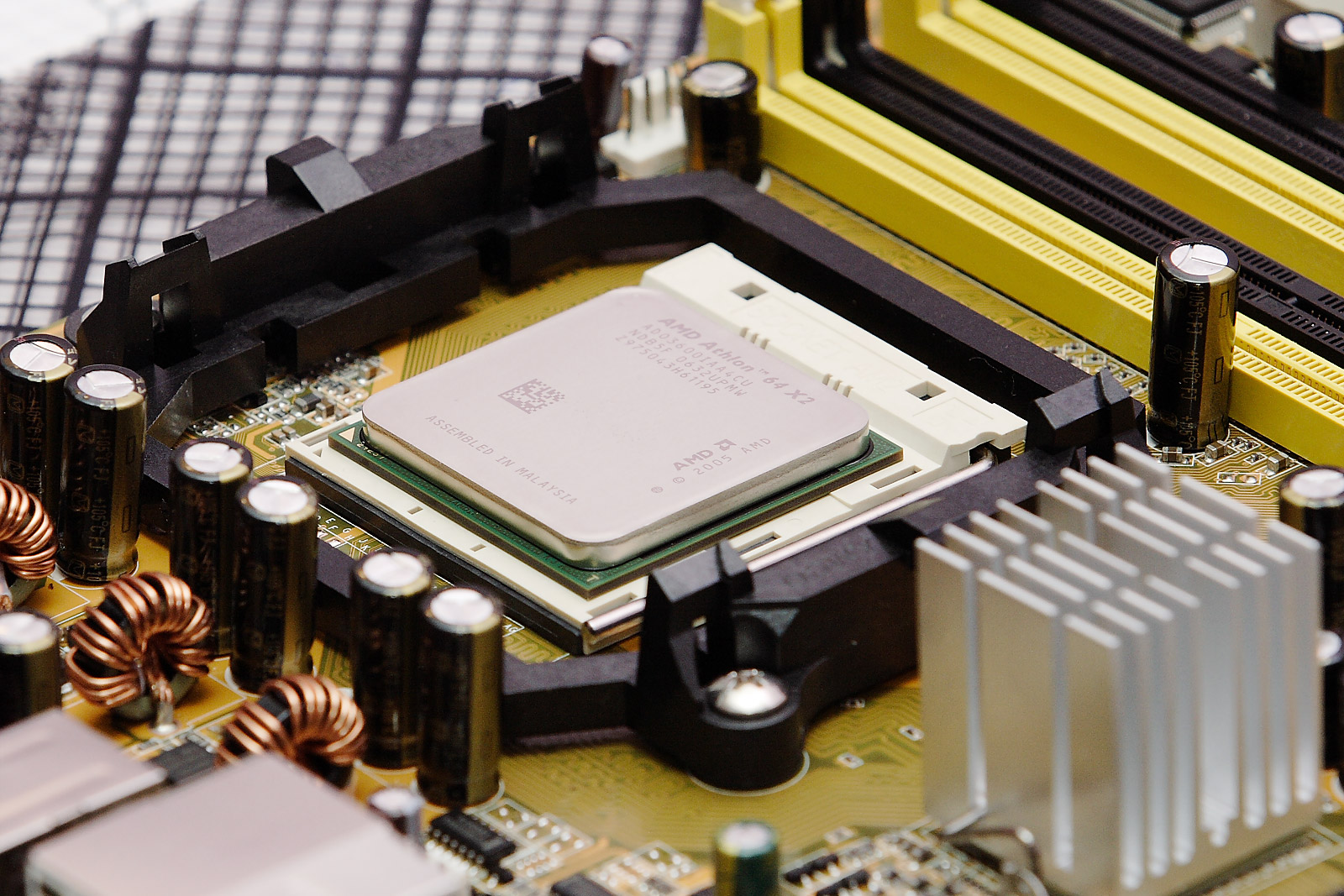
Athlon 64 X2 3600+ (Rev. F2)

- L1-Cache: je Kern 64 + 64 KiB (Daten + Instruktionen)
- L2-Cache: je Kern 512 oder 1024 KiB mit Prozessortakt
- Speichercontroller: Dual-Channel DDR2-SDRAM
- MMX, Extended 3DNow!, SSE, SSE2, SSE3, AMD64, Cool’n’Quiet, NX-Bit, AMD-V
- Sockel AM2, HyperTransport mit 1,0 GHz (HT 2000)
- Erscheinungsdatum: 23. Mai 2006
- Fertigungstechnik: 90 nm (SOI)
- Die-Größe: 183 mm² bei 153,8 Millionen Transistoren (512 KiB L2-Cache physisch vorhanden)
- Die-Größe: 230 mm² bei 227,4 Millionen Transistoren (1024 KiB L2-Cache physisch vorhanden)
- Taktfrequenzen: 2,0–3,2 GHz
- Modelle: Athlon 64 X2 3600+ EE bis 6400+ Black Edition

### Brisbane
Doppelkernprozessor (Dual-Core)
- Revision G1, G2

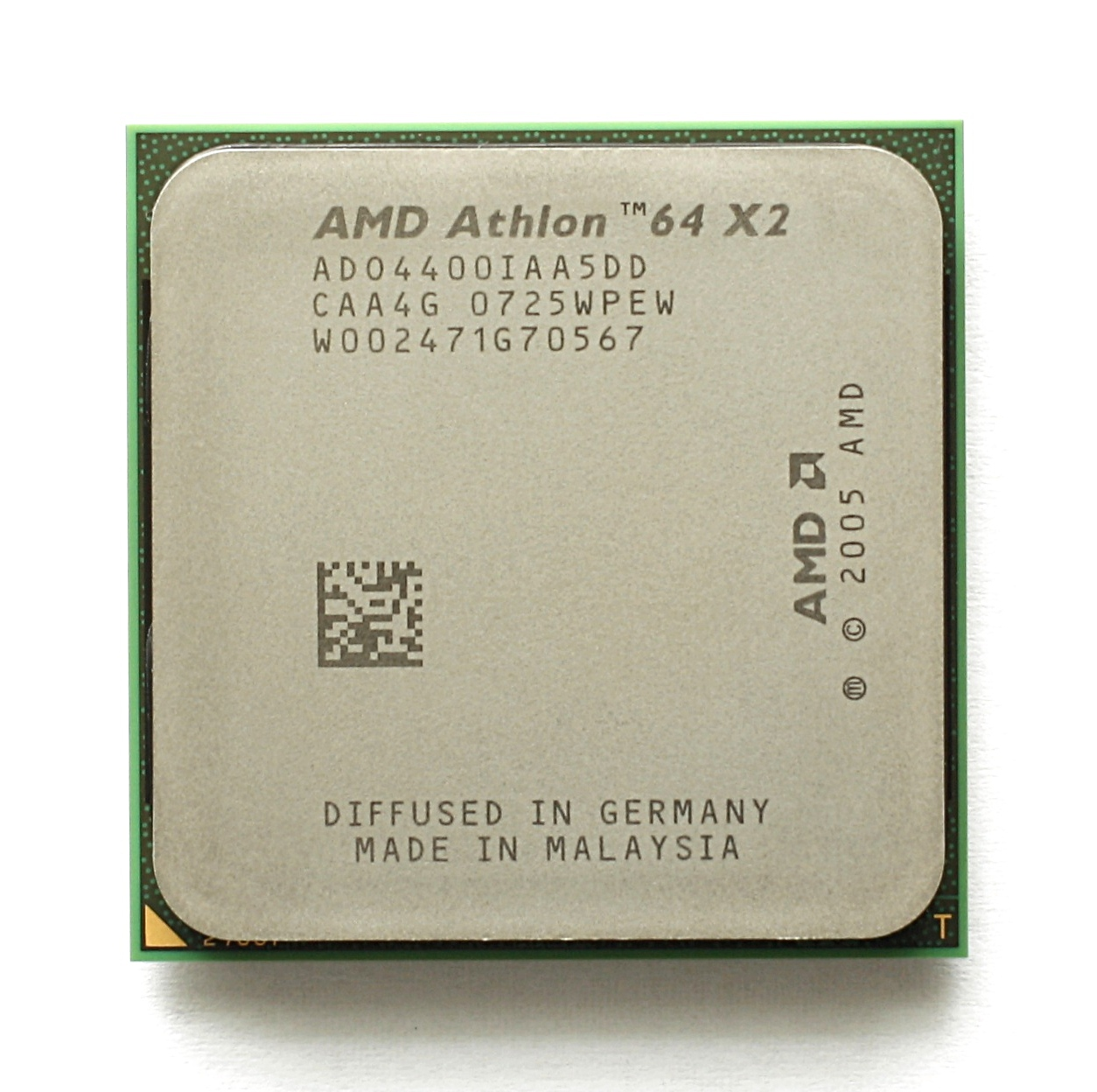
AMD Athlon 64 X2 4400+, Brisbane.

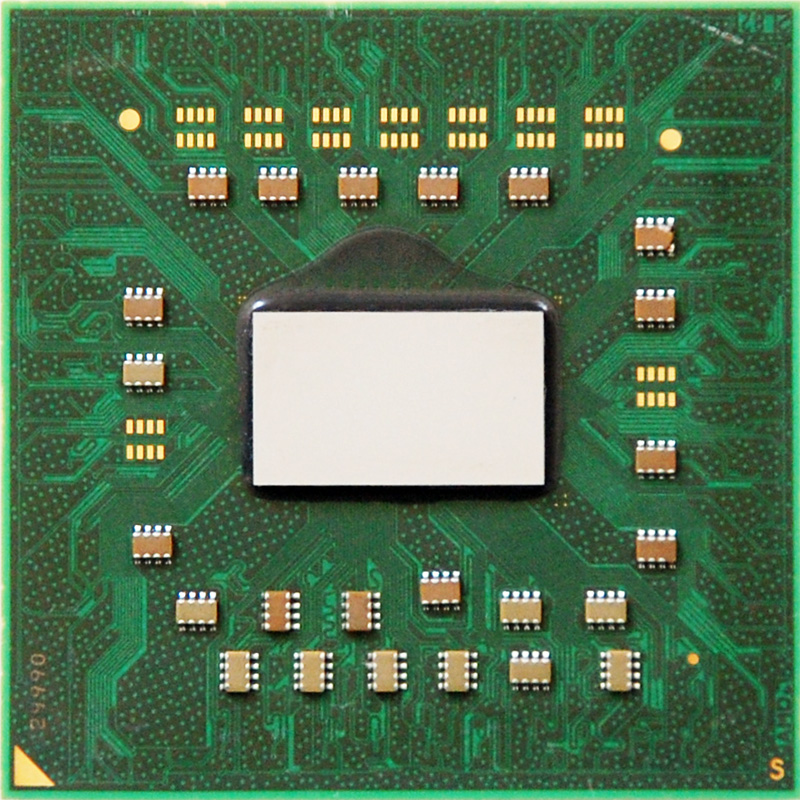
AMD Athlon 64 X2 5000+ ohne Integrated Heat Spreader

- L1-Cache: je Kern 64 + 64 KiB (Daten + Instruktionen)
- L2-Cache: je Kern 512 KiB mit Prozessortakt
- Speichercontroller: Dual-Channel DDR2-SDRAM
- MMX, Extended 3DNow!, SSE, SSE2, SSE3, AMD64, Cool’n’Quiet, NX-Bit, AMD-V
- Sockel AM2, HyperTransport mit 1,0 GHz (HT 2000)
- Erscheinungsdatum: 5. Dezember 2006
- Fertigungstechnik: 65 nm (SOI)
- Die-Größe: 118 mm² bei 221 Millionen Transistoren
- Taktfrequenzen: 1,9–3,1 GHz
- Modelle: Athlon 64 X2 3600+ bis 6000+

## Inkompatibilitäten mit Windows 8.1/10 64 Bit
Die Versionen der Athlon 64/X2 sowie Sempron für Sockel 939/940 unterstützen nicht die sogenannten CMPXCHG16b-Instruktionen, welche durch Windows 8.1/10 x64 benötigt werden. Für die 64-Bit-Versionen von Windows 7 und 8.0 wurde von Microsoft ein Software-Workaround in den Windows-Kernel einprogrammiert, welcher ab Windows 8.1 aus Sicherheitsgründen entfiel. Als Alternative in Bezug auf ein modernes Windows ist der Betrieb mit einer 32-Bit-Variante möglich. Allerdings lassen sich damit lediglich maximal 4 GB RAM ansprechen. Prozessoren für den Sockel AM2 und neuer unterstützen die erforderlichen Instruktionen.